# Bullrun
Bullrun è il nome in codice di un programma di decifratura condotto dalla National Security Agency degli Stati Uniti. L'equivalente ente britannico GCHQ ha un programma simile il cui nome in codice è Edgehill. Informazioni sull'esistenza del programma sono emerse dai documenti diffusi nel 2013 da Edward Snowden.

## Accesso al programma
L'accesso al programma è riservato ad un ristretto gruppo di persone delle agenzie di SIGINT di Stati Uniti, Regno Unito, Canada, Australia e Nuova Zelanda, ovvero i paesi membri dell'accordo UKUSA. Quando non si riesce a decifrare un segnale con la tecnologia attuale, esso viene trattenuto indefinitamente finché non si riesce a decifrarlo.

## Funzionamento
Già negli anni '90, attraverso l'implementazione del chip Clipper e dell'algoritmo di cifratura Skipjack nei sistemi di comunicazione e l'imposizione di restrizioni all'esportazione di software crittografico, il governo statunitense aveva tentato di garantirsi un accesso alle comunicazioni criptate. Il sostegno del governo alla diffusione della pratica del key escrow, un eufemismo per indicare un sistema di backdoor, ha ricevuto forti critiche e riscontrato un bassissimo successo. Dall'inizio degli anni 2000, mentre diversi sistemi di criptazione si diffondevano attraverso Internet, l'NSA spende miliardi di dollari in campagne per conservare la sua capacità di intercettare le comunicazioni. La strategia consiste nell'influenzare la definizione degli standard di criptazione per fare in modo che non siano sufficientemente robusti da impedirne la violazione da parte dell'agenzia stessa. L'NSA lavora anche su strumenti hardware che consentano di accelerare gli attacchi a forza bruta.

## Etimologia
Il nome "Bullrun" deriva dalla prima battaglia di Bull Run, la prima grande battaglia terrestre della guerra di secessione americana. "Edgehill" deriva invece dalla battaglia di Edgehill, la prima battaglia della guerra civile inglese.